# Fatima Yusuf
Fatima Yusuf, född den 2 maj 1971 i Owo, är en nigeriansk före detta friidrottare som tävlade i kortdistanslöpning.
Yusuf var som junior framgångsrik på 400 meter där hon vann guld vid junior-VM 1990. Som senior var hon i final vid VM i Göteborg 1995 där hon slutade femma på 400 meter på tiden 50,70. 
Hon var även i final på 400 meter vid Olympiska sommarspelen 1996 där hon blev sexa på tiden 49,77. Vid samma mästerskap blev hon silvermedaljör som en del av stafettlaget över 4 x 400 meter. 
Vid VM 1999 var hon i final på 200 meter där hon slutade på sjätte plats på tiden 22,42.

## Personliga rekord
- 200 meter - 22,28
- 400 meter - 49,43